# CoStar Group
CoStar Group, Inc. (NASDAQ: CSGP

) er en amerikansk udbyder af løsninger til infomation, analyse og marketing. Virksomheden blev etableret i 1987 af Andrew C. Florance. De driver i dag talrige internetportaler, hvilket inkluderer:
- Apartments.com
- Belbex.com
- BizBuySell
- CoStar Real Estate Manager
- Emporis
- grecam[4]
- Homes.com
- Homesnap
- LandsofAmerica
- LoopNet
- Realla
- STR
- Ten-X
- Thomas Daily
- BureauxLocaux